# Abu Shukhaidem
Abu Shukheidim, en arabe : الزيتونة, est un ancien village du gouvernorat de Ramallah et Al-Bireh en Palestine. Elle est située à 22 km au nord-est de Ramallah et au centre de la Cisjordanie.
Il est fusionné en 2005 avec le village d'Al-Mazra'a al-Qibliya pour former la nouvelle ville d'Al-Zaitounah.
Selon le recensement du bureau central palestinien des statistiques, la localité compte une population de 2 438 habitants en 2017.